# Черни Вит (село)
Черни Вит е село в Северна България. То се намира в община Тетевен, област Ловеч.

## География
Село Черни Вит се намира на 7 km от Тетевен. Разположено е във високопланински район.

## История
Землището на село Черни Вит е населено още преди новата ера. На юг от селото се намира местността Чертиград (Чьортиград) {Чьорт – дявол или дяволски град}. В тази местност траките са изградили укрепление, което е било естествено защитено от три страни с непристъпни отвесни скали достигащи височина от 100 m, а от четвъртата страна са построили крепостна стена. Предполага се, че въпросните траки са се занимавали с добив на злато, сребро и мед, тъй като при изследвания на минни инженери в района на мина Елаците са открити първобитни съоръжения за добив на руда. Много интересен е фактът, че траките са намирали и изкопавали изключително точно жѝлата на самородното злато. В землището на Черни Вит могат и до днес да се видят малки гробници, особено в местностите Брашленица, Делиевци и Платуница. Всичките са ограбени, но и до днес иманяри с металотърсачи обикалят и разрушават остатъците от тях. Любопитно е, че гробниците са разположени на високи слънчеви места и с изглед към Чертиград. През билото на Стара планина над Черни Вит преминава стар римски път, чийто подреден преди векове калдъръм на места е запазен и до днес.

## Население
Численост и дял на етническите групи според преброяването на населението през 2011 г.:
|                     | Численост | Дял (в %) |
| Общо                | 674       | 100,00    |
| Българи             | 670       | 99,40     |
| Турци               | 0         | 0,00      |
| Цигани              | 0         | 0,00      |
| Други               | 0         | 0,00      |
| Не се самоопределят | 0         | 0,00      |
| Неотговорили        | 3         | 0,44      |

## Религии
Населението в селото е християнско. В селото има църква „Св. Богородица“.

## Забележителности
Природни забележителности
- пещера Байовица с дължина 156 m. В нея са открити останки от хора, живели през каменната епоха.
- Бенковската пещера – дължина 84 m. В нея се е укривал Бенковски преди да бъде застрелян от турците в местността Костина край с. Рибарица, Тетевенско.

В близост се намират паркът „Централен Балкан“ и резерватът „Боатин“.

## Кухня
В село Черни Вит се произвежда уникално зелено сирене. Това става само при домашни условия. Поради административни недомислици няма възможност то да достигне до хранителната разпространителска верига в страната.

## Редовни събития

### Жива картина на паметника на дядо Нейо
Всяка година в края на май се разиграва жива картина на паметника на дядо Нейо – жител на село Черни Вит, укрил Бенковски и неговите четници в пещера над селото, която по-късно поколенията наричат „Бенковската пещера“. В края на месец юни жива картина се играе и на паметника на ботевите четници Никола Войновски и Илия Милчев Пандурски в местността Десеткар.

### Традиционен фолклорен събор
Сред вековна зеленина в центъра на селото е разположена сцена, на която се провежда традиционният фолклорен събор. По-младите участници с право го наричат фестивал, заради пъстротата и празничното настроение. Всяка година се събират фолклорни групи от различни селища в Централна Северна България. Съборът се провежда всяка година в края на месец август като първото му издание е през 1980 г. Марин Иванов е дългогодишен радетел за събиране и съхраняване на изворния фолклор в родното си село. Неговият разказ връща към началото през 1979 година:
| „                  | Хората направиха събора с много мерак. Тогава все още бяха живи много от истинските носители на фолклора. Те изпълняваха песни и обичаи съвсем естествено, защото бяха част от младостта им, от живота им. Имаше го истинското отношение към традиционната ни култура. Първият събор беше много колоритен. Проведе се в двора на училището. Участниците от планинските села бяха пристигнали с волски коли. Децата гледаха всичко, което се случваше на сцената и около нея с огромен интерес. Тогава общината реши, че това е много сполучлива форма за поддържане на традициите, които вече бяха започнали да изчезват. Оценен беше и фактът, че така младото поколение получава възможност да научи повече за своя роден край. Постепенно съборът се разшири. Започнаха да взимат участие представители на всички села и градове от областта. Тук се провежда и окръжен събор – някъде в началото на 80-те години на ХХ век. Никога няма да забравя думите на Елена Стоин – дъщеря на големия фолклорист Васил Стоин, който е записвал песни в нашия край. Г-жа Стоин беше жури на един от големите събори през първите години. Тя с голяма радост сподели, че всичко, което е било представено на сцената, е истински изворен фолклор. Тази оценка на известния учен ни даде увереност, че пътя който сме поели, е правилен. В нашето село е интересно да се изучава народната музика. Мястото е затворено, изолирано от чужди влияния. Битът и обичаите са се запазили в автентичния си вид. Това е мнението на много специалисти. Днес съборът постепенно променя и обогатява своя облик. "Последните няколко издания са тематични. – разказва той и продължава: През 2005 г. от сцената прозвучаха изпълнения на най-малките певци. Те изпяха някои от песните, които Васил Стоин е събрал в селото. Издирихме хората, чиито имена е записал фолклористът и помолихме техните наследници да научат същите образци, които са издадени преди десетилетия в сборника „От Тимок до Вита“. Тази година музиката, която прозвуча на фестивала беше изключително разнообразна – детски фолклор, градски песни, авторски пиеси на фолклорна основа, народни оркестри. Едно от най-интересните участия беше на Духовия оркестър от гр. Ябланица. „Той съществува повече от 35 години и има огромна роля в културния живот на малкото градче. Като засвири духовата музика, настроението веднага става празнично.“ – каза г-н Христов, секретар на читалището в Ябланица. В Черни Вит бяха дошли и няколко групи от българо-мохамеданските села в района, чийто фолклор също е изключително интересен. | “ |
| по Албена Безовска | |   |

## Личности
- Марин Иванов (21 август 1945 – 02 ноември 2011) – народен певец, изучавал традиционната музикална култура на Черни Вит и близките малки села. Дълги години това е било основната му задача като служител в читалището.